# Aartsbisdom Mbeya
Het Aartsbisdom Mbeya (Latijn: Archidioecesis Mbeyaensis) is een rooms-katholiek aartsbisdom met als zetel Mbeya in Tanzania.
In 1949 werd het apostolisch vicariaat Mbeya opgericht en in 1953 werd dit verheven tot een bisdom. De Nederlandse witte pater Antoon van Oorschoot werd de eerste bisschop. In 2018 werd Mbeya een aartsbisdom. 
Mbeya heeft twee suffragane bisdommen:
- Bisdom Iringa
- Bisdom Sumbawanga

In 2019 telde het aartsbisdom 51 parochies. Het bisdom heeft een oppervlakte van 60.348 km2 en telde in 2019 2.961.000 inwoners waarvan 19,7% rooms-katholiek was. 

## Aartsbisschoppen
- Gervas John Mwasikwabhila Nyaisonga (2018-)